# نادي إليكت سبورت
نادي إليكت سبورت هو نادي كرة قدم تشادي من مدينة انجمينا  يلعب في الدوري التشادي الممتاز، تأسس في عام 1964 وحصل على لقب الدوري 6 مرات.